# ソコアゲ★ナイト
ソコアゲ★ナイトは、2012年（平成24年）10月8日から2016年（平成28年）3月31日まで、テレビ東京系列で放送されていた番組のゾーンタイトル。

## 概要
テレビ東京では2011年9月まで『バラエティ7』を放送してきたが、『バラエティ7』解消に伴い一部番組を除いて単独番組化された為、『Gパラダイス』以来続いた深夜番組レーベルが消滅することになった。
2012年10月の番組改編で、『neo sports』の月曜 - 木曜版における放送時間が火曜 - 金曜0:45 - 1:00（月 - 木曜深夜）に移動するのに伴い、月曜 - 木曜23:58 - 翌0:45がバラエティ枠となったのに伴い『ソコアゲ★ナイト』のゾーン名がつけられ、テレビ東京の深夜番組レーベルが1年ぶりに復活することになった。
なお、『バラエティ7』と異なり『neo sports』は内包されない他、テレビ大阪製作枠も設定されない。また、本枠はテレビ東京系列局の他にも、テレビ和歌山（独立局）では水曜のみ同時ネットされている。過去には『neo sports』平日版をネットしていたびわ湖放送（独立局）でも月曜と『ドラマ24』を除いた各番組が2016年3月まで同時ネットされていた。
公式サイトは2021年8月現在2012年10月期分しか更新されておらず放置されており、その時点で既に「ソコアゲ★ナイト」の名称は実質的に使用されなくなったと見られる。
それ以降も同じ時間帯でバラエティ番組が放送されていたが、2016年4月の番組改編で平日深夜の23:58 - 翌0:12に『追跡LIVE! Sports ウォッチャー』を編成するため、月曜 - 木曜版における放送時間が火曜 - 金曜0:12 - 1:00（月 - 木曜深夜）に移動、14分繰り下げ・1分拡大となった。
枠繰り下げ後も番組編成にほとんど変化はなかったが、2019年10月の番組改編では水曜版が『ドラマホリック!』枠となったり、2021年4月の番組改編では『ワールドビジネスサテライト』の月曜 - 木曜版における放送時間が22時台に移動するのに伴い大幅に0時台の編成が変更されたり、さらに同年10月には火 - 木 0:00枠がアニメ枠に変更されたりと、既に当枠はほとんど原型を留めない状態となっている。
なお、各在京テレビ局でも月曜 - 木曜（局によって平日）の23時台から翌0時台にかけて29 - 60分程度の曜日別帯バラエティ番組枠が編成されている。

## 番組の移り変わり
歴代番組一覧（テレビ東京での編成に準拠。2021年4月度以後は、金曜日版を除いて左が第1部、右が第2部）
| 放送期間              | 月曜版                              | 月曜版                              | 火曜版                 | 火曜版                 | 水曜版                                                    | 水曜版                                                    | 木曜版                                            | 木曜版                                            | 金曜版   |
| --------------------- | ----------------------------------- | ----------------------------------- | ---------------------- | ---------------------- | --------------------------------------------------------- | --------------------------------------------------------- | ------------------------------------------------- | ------------------------------------------------- | -------- |
| 2012年10月 - 12月     | そうだ旅（どっか） に行こう。       | そうだ旅（どっか） に行こう。       | 特報!B級ニュースSHOW   | 特報!B級ニュースSHOW   | 孤独のグルメ Season2                                      | 孤独のグルメ Season2                                      | 解禁!暴露ナイト                                   | 解禁!暴露ナイト                                   | ドラマ24 |
| 2013年1月 - 3月       | そうだ旅（どっか） に行こう。       | そうだ旅（どっか） に行こう。       | 特報!B級ニュースSHOW   | 特報!B級ニュースSHOW   | YOUは何しに日本へ?                                        | YOUは何しに日本へ?                                        | 解禁!暴露ナイト                                   | 解禁!暴露ナイト                                   | ドラマ24 |
| 2013年4月 - 6月       | 海外行くなら こーでね〜と!          | 海外行くなら こーでね〜と!          | おしかけスピリチュアル | おしかけスピリチュアル | めしばな刑事タチバナ                                      | めしばな刑事タチバナ                                      | 解禁!暴露ナイト                                   | 解禁!暴露ナイト                                   | ドラマ24 |
| 2013年7月 - 9月       | 海外行くなら こーでね〜と!          | 海外行くなら こーでね〜と!          | おしかけスピリチュアル | おしかけスピリチュアル | 孤独のグルメ Season3                                      | 孤独のグルメ Season3                                      | 解禁!暴露ナイト                                   | 解禁!暴露ナイト                                   | ドラマ24 |
| 2013年10月 - 12月     | （単発枠）                          | （単発枠）                          | おしかけスピリチュアル | おしかけスピリチュアル | まほろ駅前番外地 （再放送）                               | まほろ駅前番外地 （再放送）                               | 解禁!暴露ナイト                                   | 解禁!暴露ナイト                                   | ドラマ24 |
| 2014年1月 - 3月       | （単発枠）                          | （単発枠）                          | おしかけスピリチュアル | おしかけスピリチュアル | アスリート・ドキュメント WILL 〜それでも僕は走り続ける〜  | アスリート・ドキュメント WILL 〜それでも僕は走り続ける〜  | 解禁!暴露ナイト                                   | 解禁!暴露ナイト                                   | ドラマ24 |
| 2014年4月 - 6月       | （単発枠）                          | （単発枠）                          | おしかけスピリチュアル | おしかけスピリチュアル | 俺のダンディズム                                          | 俺のダンディズム                                          | 〜裏ネタワイド〜 DEEPナイト                       | 〜裏ネタワイド〜 DEEPナイト                       | ドラマ24 |
| 2014年7月 - 9月       | （単発枠）                          | （単発枠）                          | おしかけスピリチュアル | おしかけスピリチュアル | 孤独のグルメ Season4                                      | 孤独のグルメ Season4                                      | 〜裏ネタワイド〜 DEEPナイト                       | 〜裏ネタワイド〜 DEEPナイト                       | ドラマ24 |
| 2014年10月 - 12月     | （単発枠）                          | （単発枠）                          | チマタの噺             | チマタの噺             | リトルトーキョーライブ みんなで作るいっぱいいっぱい生放送 | リトルトーキョーライブ みんなで作るいっぱいいっぱい生放送 | ヨソで言わんとい亭 〜ココだけの話が聞ける㊙料亭〜 | ヨソで言わんとい亭 〜ココだけの話が聞ける㊙料亭〜 | ドラマ24 |
| 2015年1月 - 3月       | 太鼓持ちの達人 〜正しい××のほめ方〜 | 太鼓持ちの達人 〜正しい××のほめ方〜 | チマタの噺             | チマタの噺             | リトルトーキョーライブ みんなで作るいっぱいいっぱい生放送 | リトルトーキョーライブ みんなで作るいっぱいいっぱい生放送 | ヨソで言わんとい亭 〜ココだけの話が聞ける㊙料亭〜 | ヨソで言わんとい亭 〜ココだけの話が聞ける㊙料亭〜 | ドラマ24 |
| 2015年4月 - 6月       | LOVE理論                            | LOVE理論                            | チマタの噺             | チマタの噺             | リトルトーキョーライブ みんなで作るいっぱいいっぱい生放送 | リトルトーキョーライブ みんなで作るいっぱいいっぱい生放送 | ヨソで言わんとい亭 〜ココだけの話が聞ける㊙料亭〜 | ヨソで言わんとい亭 〜ココだけの話が聞ける㊙料亭〜 | ドラマ24 |
| 2015年7月 - 2016年3月 | （単発枠）                          | （単発枠）                          | チマタの噺             | チマタの噺             | リトルトーキョーライフ                                    | リトルトーキョーライフ                                    | ヨソで言わんとい亭 〜ココだけの話が聞ける㊙料亭〜 | ヨソで言わんとい亭 〜ココだけの話が聞ける㊙料亭〜 | ドラマ24 |

※黄色はドラマ枠。

### ゴールデンタイムに昇格した番組
- YOUは何しに日本へ?（2013年4月から月曜 18:30 - 19:54→18:57 - 20:00→18:55 - 20:00→18:25 - 20:00に昇格）
- そうだ旅（どっか）に行こう。（2013年4月から9月までは日曜 1:45 - 2:10〈土曜深夜〉に枠移動、2013年10月から火曜 18:30 - 19:54→18:57 - 19:54に昇格、2015年9月終了）

## 月曜版の単発枠で放送された番組
2013年10月から2014年12月までと、2015年7月から2017年3月まで及び2018年4月から2019年12月の月曜版はそれぞれ1か月間のみ放送の限定番組を放送していた。
放送日はいずれもテレビ東京に準ずる。

### 2013年
| 10月7日-10月28日 | 終電ごはん                 | 第2弾 全4回 |
| 11月4日-11月27日 | タカトシの涙が止まらナイト | 全4回       |
| 12月2日-12月23日 | 妄想の王子様               | 全4回       |

### 2014年
| 1月6日 - 1月27日   | 家、ついて行ってイイですか?                                                      | 全4回       |
| 2月3日 - 2月24日   | 逆向き列車                                                                       | 全4回       |
| 3月3日 - 3月24日   | スギるんです                                                                     | 全4回       |
| 4月14日 - 5月5日   | 地球の果てからお家に帰ろう                                                       | 全4回       |
| 5月12日 - 6月2日   | 雨天中止ナイン                                                                   | 全4回       |
| 6月9日 - 6月30日   | 新婚さんに「結婚を決めた一言」聞いてみた                                         | 全4回       |
| 7月7日 - 7月28日   | 卒業文集の夢、叶いましたか? 〜夢の答え合わせバラエティ〜                         | 全4回       |
| 8月4日 - 8月25日   | “充電させてもらえませんか?”〜ちょいと電動スクーターでガチ40キロ刻み旅            | 全4回       |
| 9月1日 - 9月22日   | 不躾ですが、ドキドキな発表の瞬間立ち会わせて下さい。                             | 全4回       |
| 9月29日            | 家、ついて行ってイイですか?                                                      |             |
| 10月6日 - 10月27日 | コレ考えた人、天才じゃね!? 〜今すぐ役立つ生活の知恵、集めました〜                | 全4回       |
| 11月3日 - 11月24日 | 地球の果てからお家に帰ろう                                                       | 第2弾 全4回 |
| 12月1日 - 12月29日 | ネットで調べてもほとんど出てこない裏ニュース〜本当は教えたくなかった（秘）テク〜 | 全5回       |

### 2015年
| 1月5日              | 家、ついて行ってイイですか?                                       | 特別編   |
| 4月6日              | おしかけスピリチュアル                                            | 復活特番 |
| 7月6日 - 7月27日    | カメラ置いとくんで、一言どうぞ 〜街中に、カメラ放置してみました〜 | 全4回    |
| 8月3日 - 8月24日    | 超シリトリアル                                                    | 全4回    |
| 8月31日 - 9月21日   | ここ掘れ!オネエ目線                                               | 全4回    |
| 9月28日 - 10月19日  | ニュースなハローワーク                                            | 全4回    |
| 10月26日 - 11月23日 | てくてく歩いてチャリンチャリン 1歩1円                             | 全5回    |
| 11月30日 - 12月21日 | ナンカゲツマチ〜よくそんなに待てますね〜                          | 全4回    |

### 2016年
| 1月4日 - 1月25日 | 世界でお願い!あなたのおサイフ見せてください  | 全4回 |
| 2月1日 - 2月22日 | その話…諸説アリ                              | 全4回 |
| 3月7日 - 3月28日 | わたしはワケあり成功者〜ドン底からの逆転学〜 | 全4回 |

### ゴールデンタイムに昇格した番組
- コレ考えた人、天才じゃね!? 〜今すぐ役立つ生活の知恵、集めました〜（単発特番で放送後、2015年7月から金曜 18:58 - 19:54→18:58 - 19:56に昇格、2016年3月終了）
- 家、ついて行ってイイですか?（2015年10月から2016年3月までは土曜 23:55 - 翌0:50枠に放送後、2016年4月に土曜 19:54 - 20:54→2017年4月から水曜 21:00 - 22:48に昇格）
- "充電させてもらえませんか?" → 出川哲朗の充電させてもらえませんか?（単発特番で放送後、2017年4月に土曜 19:54 - 20:54に昇格）

### 別枠でレギュラー化された番組
- タカトシの涙が止まらナイト（2014年1月から3月までの火曜1:00 - 1:30〈月曜深夜〉枠）
- これが私の母ちゃんです! 街行く人の気になる母ちゃんをアポなし突撃!（単発特番で放送後、2017年4月から『母ちゃんに逢いたい!』に改題の上、日曜 17:30 - 18:00枠→10月から土曜 10:30 - 11:00枠、2018年3月終了）

### 別枠で単発特番化された番組
- 逆向き列車（2014年11月12日18:57 - 20:49、12月26日23:12 - 翌0:52）
- スギるんです〜伊豆・箱根すぎる尽くしの旅〜（2014年8月17日16:00 -17:15）
- ナンカゲツマチ〜よくそんなに待てますね〜（2016年3月17日19:58 - 21:48）
- ワケあり成功者〜ドン底からの逆転学〜（2016年6月2日19:58 - 21:48）
- イッキ見!（2016年10月29日12:10 - 14:24）
- ○○式って効くの?（2017年1月5日0:12 - 1:30）
- コレって私、悪くないよね?（2017年2月4日12:25 - 14:24）

### 他の曜日で放送された特別番組
2013年10月以降の月曜版で放送された特別番組についてはこちらを参照。

#### 2012年
| 2012年放送    | 2012年放送 | 2012年放送                           | 2012年放送 | 2012年放送 |
| 放送日        | 枠         | 番組名                               | 備考       |            |
| ------------- | ---------- | ------------------------------------ | ---------- | ---------- |
| 12月3日（月） | 月曜版     | ザキヤマの新説!あざ～っすマニュアル2 |            |            |
| 12月4日（火） | 火曜版     | 見るだけで食べたくなる OKAZU-TV      |            |            |
| 12月6日（木） | 木曜版     | 速報!有吉の明日したいことランキング  |            |            |

#### 2013年
| 2013年放送    | 2013年放送 | 2013年放送                                                           | 2013年放送                 | 2013年放送 |
| 放送日        | 枠         | 番組名                                                               | 備考                       |            |
| ------------- | ---------- | -------------------------------------------------------------------- | -------------------------- | ---------- |
| 1月3日（木）  | 木曜版     | くだまき八兵衛Xスペシャル 新年あけましてぶっちゃけますSP!            |                            |            |
| 4月1日（月）  | 月曜版     | 書きかけっ!                                                          |                            |            |
| 4月2日（火）  | 火曜版     | 有吉のバカだけど…ニュースはじめました                                |                            |            |
| 4月3日（水）  | 水曜版     | どうして笑っていたんですか?                                          |                            |            |
| 4月6日（土）  | 金曜版     | 映画“舟を編む”公開記念特番!「脳内辞書バトル!第一回しりとり王決定戦」 |                            |            |
| 6月27日（木） | 木曜版     | ゴッドタン キス我慢選手権 THE MOVIE 公開直前SP                       |                            |            |
| 7月1日（月）  | 月曜版     | 終電ごはん                                                           |                            |            |
| 7月2日（火）  | 火曜版     | みつ星の館～光浦・ミッツ・壇蜜の感じる研究所～                       |                            |            |
| 9月30日（月） | 月曜版     | ドレミファさまぁ～ず♪3                                               |                            |            |
| 10月1日（火） | 火曜版     | 有吉のバカだけど…ニュースはじめました                                |                            |            |
| 10月2日（水） | 水曜版     | きらきらアフロTM スペシャル                                          | 30分拡大（23:58 - 翌1:15） |            |
| 10月3日（木） | 木曜版     | 美女の彼氏が見たい!                                                  |                            |            |

#### 2014年
| 2014年放送    | 2014年放送 | 2014年放送 | 2014年放送 | 2014年放送 |
| 放送日        | 枠         | 番組名     | 備考       |            |
| ------------- | ---------- | ---------- | ---------- | ---------- |
| 10月1日（水） | 水曜版     | 逆向き列車 |            |            |

#### 2015年
| 2015年放送                | 2015年放送    | 2015年放送                                         | 2015年放送              | 2015年放送 |
| 放送日                    | 枠            | 番組名                                             | 備考                    |            |
| ------------------------- | ------------- | -------------------------------------------------- | ----------------------- | ---------- |
| 1月6日（火） 1月8日（木） | 火曜版 水曜版 | 出川哲朗のリアルガチ                               | 2夜連続放送             |            |
| 4月4日（土）              | 金曜版        | みんな!エスパーだよ!番外編～エスパー、都へ行く～   | 31分拡大（0:12 - 1:23） |            |
| 7月4日（土）              | 金曜版        | カタるTV～あの深夜ドラマ・深夜番組がスゴかった!!～ | 31分拡大（0:12 - 1:23） |            |

#### 2016年
| 2016年放送                | 2016年放送    | 2016年放送                                    | 2016年放送                 | 2016年放送 |
| 放送日                    | 枠            | 番組名                                        | 備考                       |            |
| ------------------------- | ------------- | --------------------------------------------- | -------------------------- | ---------- |
| 1月5日（火）              | 火曜版        | 蛭子の図解の経典                              |                            |            |
| 1月6日（水）              | 水曜版        | 彼女が恋した職人さん ～マリーは匠に首ったけ～ | 13分拡大（23:58 - 翌0:58） |            |
| 3月1日（火） 3月2日（水） | 火曜版 水曜版 | 世界卓球2016 ハイライト                       |                            |            |